# عالم مارفل السينمائي: المرحلة السادسة
المرحلة السادسة من عالم مارفل السينمائي (MCU) هي مجموعة من أفلام الأبطال الخارقين والمسلسلات التلفزيونية الأمريكية التي أنتجتها استوديوهات مارفل استنادًا إلى الشخصيات التي تظهر في منشورات مارفل كومكس . وتضم المرحلة السادسة جميع إنتاجات استوديوهات مارفل المقرر إصدارها بدءًا من منتصف عام 2025 إلى منتصف عام 2027، حيث تتولى شركة والت ديزني ستوديوز موشن بيكشرز توزيع الأفلام، بينما يتم إصدار المسلسل على ديزني+ . تم إصدار المسلسلات الحية تحت علامة " مسلسلات مارفل " التابعة لاستوديوهات مارفل، بينما تم إنتاج الرسوم المتحركة في هذه المرحلة بواسطة استوديوهات مارفل للرسوم المتحركة . يتم تسويق العروض التلفزيونية الخاصة باسم " العروض الخاصة لاستوديوهات مارفل ". سيكون الفيلم الأول في هذه المرحلة هو ذا فانتستك 4: الرحلة الأولى ، المقرر إصداره في يوليو 2025، مع كون السلسلة الأولى في هذه المرحلة هي الرسوم المتحركة عيون واكاندا ، المقرر إصدارها في أغسطس 2025. تم تغيير جدول إصدار المرحلة السادسة عدة مرات بسبب نزاعات العمل في هوليوود عام 2023 . ينتج كيفن فيج كل فيلم وينتج تنفيذيًا كل مسلسل تلفزيوني في هذه المرحلة، إلى جانب المنتجين أنتوني وجو روسو لفيلم المنتقمون: يوم القيامة و المنتقمون: الحروب السرية ، وإيمي باسكال لفيلم سبايدر-مان: يوم جديد تماما.
تتضمن أفلام المرحلة مجموعات ذا فانتستك 4: الرحلة الأولى والمنتقمون: يوم القيامة وسبايدرمان: يوم جديد تمامًا من إنتاج سوني بيكتشرز مع عودة توم هولاند بدور بيتر باركر / سبايدرمان ومجموعة المنتقمون: الحروب السرية. من المقرر إصدار فيلمين غير معلن عنهما في عام 2026. تتضمن مسلسلات ديزني+ التلفزيونية في هذه المرحلة المسلسل المتحرك عيون واكاندا وزومبي مارفل ؛ الرجل المعجزة من بطولة يحيى عبد المتين الثاني ؛ والموسم الثاني من ديرديفيل: يولد من جديد من بطولة تشارلي كوكس؛ ورحلة فيجن من بطولة بول بيتاني؛ والموسم الثاني من المسلسل المتحرك سبايدرمان الجار الودود. يتضمن هذا الجزء أيضًا العرض التلفزيوني الخاص، وهو العرض التلفزيوني الخاص الذي يحمل عنوان المعاقب، بطولة جون بيرنثال. المرحلة السادسة، إلى جانب المرحلتين الرابعة والخامسة ، تشكل " ملحمة الأكوان المتعددة ".

## التطوير
بحلول أبريل 2014، صرح رئيس استوديوهات مارفل كيفن فيج أنه تم التخطيط لقصص إضافية لامتيازهم الإعلامي وعالمهم المشترك ، عالم مارفل السينمائي (MCU) حتى عام 2028.  خلال ندوة استوديوهات مارفل في سان دييغو كومك كون في يوليو 2019، أعلن فيج عن العديد من الأفلام ومسلسلات ديزني+ التلفزيونية قيد التطوير للمرحلة الرابعة من MCU،  قبل الكشف عن فيلم بليد وفيلم فنتاستك فور قيد التطوير أيضًا.   بعد الندوة، أكد فيجي أن بليد لم يكن جزءًا من قائمة المرحلة الرابعة في ذلك الوقت، وأن ما تم الإعلان عنه كان قائمة المرحلة الرابعة الكاملة في تلك المرحلة، على الرغم من أن مارفل كانت تعمل بالفعل على تطوير المزيد من المشاريع في ذلك الوقت.  تم تأكيد فيلم الأربعة المذهلون رسميًا في ديسمبر 2020؛   وكان يُعتقد أن الفيلم كان جزءًا من المرحلة الرابعة في ذلك الوقت.
بحلول يونيو 2021، بالإضافة إلى ماذا لو...؟كانت استوديوهات مارفل تعمل على تطوير قائمة مكونة من ثلاثة مسلسلات رسوم متحركة أخرى على الأقل.   خلال حدث يوم ديزني+ في نوفمبر 2021، أعلنت استوديوهات مارفل عن ماذا لو...؟ سلسلة فرعية مارفل زومبي .  بحلول نهاية نوفمبر 2021، صرحت المنتجة إيمي باسكال أن استوديوهات مارفل كانت تخطط لثلاثة أفلام أخرى على الأقل من سلسلة سبايدرمان بطولة توم هولاند مع شركة سوني بيكتشرز بعد سبايدرمان: نو واي هوم (2021)،  وفي الشهر التالي، بدأت استوديوهات مارفل وسوني بنشاط في تطوير قصة فيلم سبايدرمان الرابع من سلسلة مارفل سي يو.  كما تم الكشف في ديسمبر عن أن ديستين دانيال كريتون يطور مسلسلًا كوميديًا من خلال شركته فاملي أوند ،   كجزء من صفقته الشاملة مع استوديوهات مارفل لتطوير مشاريع تلفزيونية للاستوديو لـ ديزني+ بالإضافة إلى العودة لكتابة وإخراج تكملة لـ شانغ تشي وأسطورة الحلقات العشر (2021).  في أبريل 2022، قال فيجي إنه واستوديوهات مارفل كانا في رحلة إبداعية للتخطيط ومناقشة أفلام MCU للسنوات العشر القادمة،  وفي يونيو 2022، قال إن المعلومات حول الملحمة التالية لـ MCU سيتم توفيرها في الأشهر التالية، مع كون استوديوهات مارفل "أكثر مباشرة قليلاً" بشأن خططها المستقبلية لتزويد الجماهير "بالصورة الأكبر [حتى يتمكنوا] من رؤية القليل جدًا من خريطة الطريق" باتباع الأدلة المضمنة خلال المرحلة الرابعة.  كما تم الكشف عن أن سلسلة كريتون هي وندر مان في ذلك الشهر.
في ندوة استوديوهات مارفل في سان دييغو كومك كون في يوليو 2022، أعلن فيج أن فيلم الأربعة المذهلون سيكون أول فيلم من المرحلة السادسة. كما أعلن أن المرحلة ستختتم بفيلمين جماعيين ، المنتقمون: سلالة كانغ و المنتقمون: الحروب السرية ، وكلاهما سيصدر في عام 2025، وأن المرحلة السادسة، إلى جانب المرحلة الرابعة والمرحلة الخامسة ، ستكون جزءًا من " ملحمة الأكوان المتعددة ".  استُلهمت الأفلام على التوالي من " سلالة كانغ "، وهي قصة مصورة صدرت عام 2001 كتبها كورت بوسيك، حيث يسافر كانغ الفاتح عبر الزمن لاستعباد البشرية، و "الحروب السرية "، اسم قصة مصورة صدرت عام 1984-1985 كتبها جيم شوتر وقصة مصورة صدرت عام 2015-2016 كتبها جوناثان هيكمان ، وكلاهما يتبع شخصيات مارفل المختلفة التي تتقارب على كوكب باتل وورلد .  وأشار فيج إلى أنه في حين أن جميع المشاريع في المرحلة السادسة أو المرحلتين السابقتين لن ترتبط بشكل مباشر بقصة الكون المتعدد الأكبر، فإن القصص المختلفة التي ستنسج معًا مما يؤدي إلى الحروب السرية كانت "جانبًا جديدًا تمامًا لـ MCU".  في الندوة، أكد فيجي أيضًا أن فيلم بليد سيكون ضمن سلسلة المرحلة الخامسة.  بعد حلقة نقاشية في مؤتمر سان دييغو التابع لاستوديوهات مارفل، أعلنت شركة ديزني عن الموسم الثالث من برنامج ماذا لو...? والموسم الثاني من برنامج الرجل العنكبوت الصديق الودود بالحي ، والذي كان يحمل عنوان الرجل العنكبوت: السنة الثانية . .   في أكتوبر، أرجأت استوديوهات مارفل إطلاق فيلم بليد إلى سبتمبر 2024، ونتيجة لذلك، أجلت إصدار فيلمي الأربعة المذهلون و المنتقمون: الحروب السرية .  في أوائل فبراير 2023، أعلن الرئيس التنفيذي لشركة ديزني بوب إيجر أن الشركة ستعيد تقييم حجم المحتوى الذي تنتجه كوسيلة لخفض التكاليف على مدى السنوات القليلة المقبلة. بعد فترة وجيزة، عند التفكير في كمية محتوى ديزني+ التي تم إصدارها للمرحلة الرابعة في إطار زمني قصير، توقع فيج أن استوديوهات مارفل ستسعى إلى توزيع إصدارات سلسلة ديزني+ في المرحلتين الخامسة والسادسة أو إصدار عدد أقل كل عام "حتى يتمكن كل منهم من الحصول على فرصة للتألق".

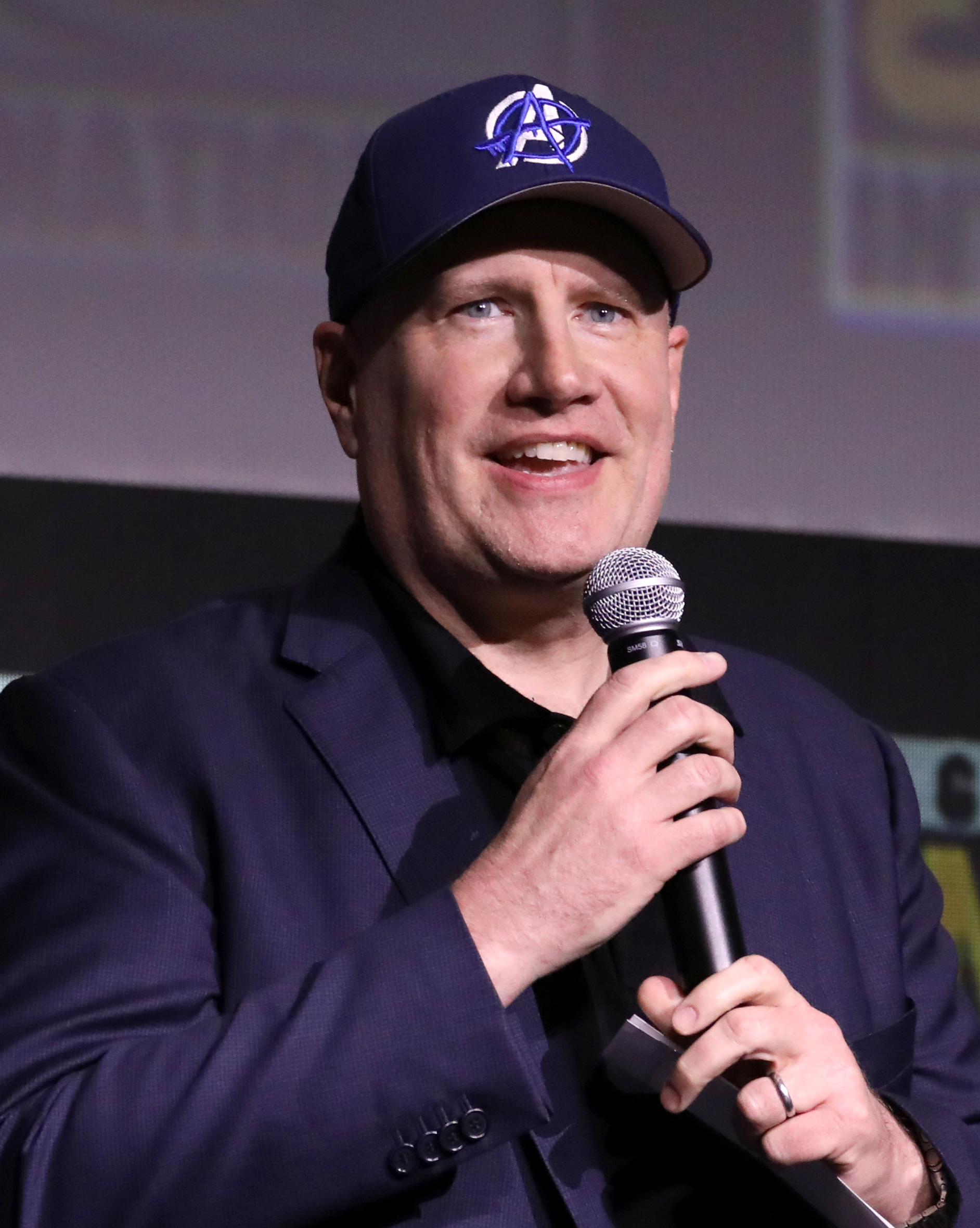
كيفن فيج في مؤتمر سان دييغو كوميك كون لعام 2024، حيث قدم تحديثات لبعض أفلام المرحلة السادسة

لم يكن من المتوقع أن يؤثر بدء إضراب نقابة كتاب أمريكا لعام 2023 في مايو 2023 على مشاريع MCU قيد الإنتاج، أو التي تستعد لبدء الإنتاج، في ذلك الوقت، وهي وندر مان و الأربعة المذهلون ، حيث أفادت التقارير أن استوديوهات مارفل تخطط لتصوير ما يمكنها تصويره أثناء التصوير الرئيسي وإجراء أي تعديلات كتابية ضرورية أثناء إعادة تصوير كل مشروع المجدولة بالفعل.  تم إيقاف إنتاج وندر مان بحلول نهاية الشهر، مع خطط لاستئناف التصوير عندما ينتهي الإضراب.  في يونيو، أرجأت ديزني عرض فيلم أربعة مذهلون إلى 2 مايو 2025، وفيلم المنتقمون: سلالة كانغ إلى 1 مايو 2026، وفيلم المنتقمون: الحروب السرية إلى 7 مايو 2027،  ويرجع ذلك جزئيًا إلى إضراب الكتاب ونوايا ديزني لتحسين جودة محتوى عالم مارفل السينمائي من الكتابة إلى مرحلة ما بعد الإنتاج، بعد الاستقبال المخيب للآمال وانخفاض أرباح شباك التذاكر للعديد من الأفلام التي تم إصدارها مؤخرًا في أعقاب جائحة فيروس كورونا .  في الشهر التالي، صرح إيجر أن الشركة ستقلل الإنفاق وإنشاء محتوى مارفل، معترفًا بأن توسع استوديوهات مارفل في مسلسلات ديزني+ والمزيد من الأفلام "خفف التركيز والانتباه" بعد عدد من الأفلام التي لم تحقق نجاحًا كبيرًا في شباك التذاكر في المرحلتين الرابعة والخامسة.   في أوائل سبتمبر 2023، أعلنت استوديوهات مارفل أن وندر مان سيكون له إصدار غير محدد، بسبب نزاعات العمل في هوليوود عام 2023 والرغبة في إبطاء إنتاج المحتوى وجعل كل عنوان من عناوينها "حدثًا".
عندما انتهى إضراب نقابة ممثلي الشاشة (ساج أفترا) لعام 2023 في نوفمبر من ذلك العام، أرجأت ديزني العديد من الأفلام لاستيعاب استئناف الإنتاج، بما في ذلك نقل فيلم بليد إلى 7 نوفمبر 2025،  مما يجعله جزءًا من قائمة المرحلة السادسة. في ذلك الشهر أيضًا، أفيد أن المسؤولين التنفيذيين في استوديوهات مارفل ناقشوا إمكانية إعادة طاقم المنتقمون الأصلي، بما في ذلك روبرت داوني جونيور في دور توني ستارك / الرجل الحديدي ، بالإضافة إلى خطط بديلة لملحمة الكون المتعدد بسبب القضايا القانونية التي واجهها الممثل جوناثان ماجورز ، بطل فيلم كانغ الفاتح ، حول مزاعم الاعتداء في وقت سابق من ذلك العام، بما في ذلك التحول للتركيز على خصم آخر في القصص المصورة مثل دكتور دوم .  وفي الشهر التالي، طردت شركتا ديزني ومارفل ستوديوز ماجورز بعد إدانته بالتحرش والاعتداء المتهور من الدرجة الثالثة. لقد تم تعيين شخصيته لتكون الخصم الرئيسي في ملحمة الأكوان المتعددة، وخاصة سلالة كانغ . بحلول ذلك الوقت، بدأت استوديوهات مارفل في الإشارة داخليًا إلى هذا الفيلم باسم المنتقمون 5.  بالإضافة إلى ذلك، أعلنت استوديوهات مارفل للرسوم المتحركة عن سلسلة عيون واكاندا ،  والتي كان من المقرر إصدارها في عام 2024.
تم تغيير اسم فيلم أربعة مذهلون إلى الأربعة المذهلون في فبراير 2024، عندما تم نقل تاريخ إصداره إلى 25 يوليو 2025، مع تبادله مع فيلم المرحلة الخامسة الصواعق* .   في مايو 2024، قال إيجر إن ديزني تخطط لإصدار فيلمين أو ثلاثة أفلام على الأكثر من مارفل ومسلسلين من مارفل سنويًا للمضي قدمًا. وكان هذا انخفاضًا من ما يصل إلى أربعة أفلام وحوالي أربعة مسلسلات تم إصدارها في بعض السنوات الأخيرة، وكان جزءًا من استراتيجية الشركة الأكبر لتقليل إنتاج المحتوى والتركيز على الجودة؛ في ذلك الوقت، كان لا يزال من المخطط إصدار أربعة أفلام في عام 2026. وقال إن محتوى مارفل سيستمر في موازنة التكملة مع الامتيازات الجديدة.  في وقت لاحق من ذلك الشهر، تم الكشف عن أن فيجن كويست ، وهي سلسلة فرعية من واندا فيجن (2021) تركز على شخصية فيجن ، قيد التطوير للإصدار في عام 2026؛ تم تطويرها سابقًا بواسطة مبتكر واندا فيجن جاك شافير .  في يوليو 2024، تمت إعادة تسمية فيلم الأربعة المذهلون  إلى الأربعة المذهلون: الخطوات الأولى ،  بينما تم تسمية المنتقمون 5 إلى المنتقمون: يوم القيامة إلى جانب الإعلان عن قيام داوني بدور الشرير الجديد، فيكتور فان دوم / دكتور دوم ، في ذلك الفيلم والحروب السرية . في مؤتمر ديزني دي23 في أغسطس، أكد فيج أن ديرديفيل: ولد من جديد سيكون له موسم ثانٍ ،   والذي سيتكون من ثماني حلقات من الموسم الأول المكون من 18 حلقة والذي تم الإعلان عنه في الأصل بعد الإصلاح الإبداعي للمسلسل.    في أكتوبر، قامت شركة ديزني بإزالة فيلم بليد من تقويم إصداراتها،  بينما قامت شركة سوني بجدولة إصدار فيلم سبايدرمان: يوم جديد تمامًا في 24 يوليو 2026،  خلال المرحلة السادسة. وقد ملأ هذا التاريخ الذي حددته ديزني مسبقًا لفيلم غير محدد من إنتاج استوديوهات مارفل. في وقت لاحق من ذلك الشهر، أعلنت استوديوهات مارفل عن تواريخ إصدار مشاريع ديزني+ الخاصة بها حتى نهاية عامي 2024 و2025، بما في ذلك عيون واكاندا و مارفل زومبي و وندر مان خلال المرحلة السادسة.   في فبراير 2025، أجلت شركة سوني إصدار فيلم سبايدرمان الرابع لمدة أسبوع إلى 31 يوليو 2026،  بينما تم الكشف عن عرض خاص من استوديوهات مارفل بطولة جون بيرنثال في دور فرانك كاسل / بانيشر قيد التطوير للإصدار في عام 2026،  إلى جانب الموسم الثاني من ديرديفيل: ولد من جديد.
حددت شركة ديزني مواعيد إصدار إضافية لأفلام استديوهات مارفل غير المعلنة في 13 فبراير و6 نوفمبر 2026.

## الأفلام
| الفيلم                           | تاريخ الإصدار في الولايات المتحدة | المخرج(ون)           | كاتب(ون) السيناريو                                                               | المنتج(ون)                      | الحالة               |
| -------------------------------- | --------------------------------- | -------------------- | -------------------------------------------------------------------------------- | ------------------------------- | -------------------- |
| الأربعة المذهلون: الخطوات الأولى | 25 يوليو 2025                     | مات شاكمان           | جيف كابلان وإيان سبرينغر وجوش فريدمان وكاميرون سكويرز وإريك بيرسون وبيتر كاميرون | كيفن فيج                        | مرحلة ما بعد الإنتاج |
| المنتقمون: يوم القيامة           | 1 مايو 2026                       | أنتوني وجو روسو      | مايكل والدرون وستيفن ماكفيلي                                                     | كيفن فيج، أنتوني روسو، وجو روسو | قيد التصوير          |
| سبايدر-مان: يوم جديد تماما       | 31 يوليو 2026                     | ديستين دانيال كريتون | كريس ماكينا وإريك سومرز                                                          | كيفن فيج وأيمي باسكال           | مرحلة ما قبل الإنتاج |
| المنتقمون: الحروب السرية         | 7 مايو 2027                       | أنتوني وجو روسو      | مايكل والدرون وستيفن ماكفيلي                                                     | كيفن فيج، أنتوني روسو، وجو روسو | قيد التطوير          |

حددت شركة ديزني مواعيد إصدار إضافية لأفلام استوديوهات مارفل غير المعلنة في 13 فبراير و6 نوفمبر 2026.

### الأربعة المذهلون: الخطوات الأولى(2025)
يجب على الأربعة المذهلين حماية عالمهم المستقبلي المستوحى من الستينيات من أن يلتهمه الكائن الكوني غالاكتوس .
صرح رئيس استوديوهات مارفل كيفن فيج أنهم كانوا يطورون فيلم فنتاستك فور من إنتاج عالم مارفل السينمائي في يوليو 2019.  تم الإعلان عن جون واتس كمدير في ديسمبر 2020،  لكنه تنحى عن منصبه في أبريل 2022. تولى مات شاكمان منصب المخرج في سبتمبر من ذلك العام،  عندما كان جيف كابلان وإيان سبرينغر يكتبان السيناريو. كان جوش فريدمان يعيد كتابة السيناريو بحلول مارس 2023،  مع كاميرون سكويرز،  وإريك بيرسون ،  وبيتر كاميرون الذين ساهموا أيضًا في ذلك. تم تأكيد طاقم عمل الفيلم في فبراير 2024، ويتكون من بيدرو باسكال في دور ريد ريتشاردز / السيد الرائع ، وفانيسا كيربي في دور سو ستورم / المرأة الخفية ، وجوزيف كوين في دور جوني ستورم / الشعلة البشرية ، وإيبون موس-باتخراتش في دور بن غريم / الشيء .  تم الإعلان عن العنوان في نهاية يوليو 2024،  عندما بدأ التصوير في استوديوهات باينوود في إنجلترا،  وانتهى في نهاية نوفمبر. من المقرر إصدار فيلم الأربعة المذهلون: الخطوات الأولى في 25 يوليو 2025.
نظرًا لأن الفيلم تدور أحداثه في عالم بديل عن عالم مارفل السينمائي الرئيسي " الخط الزمني المقدس "، فقد قال شاكمان إنه لن يكون هناك " بيض عيد الفصح " لعالم مارفل السينمائي الأكبر.

### المنتقمون: يوم القيامة(2026)

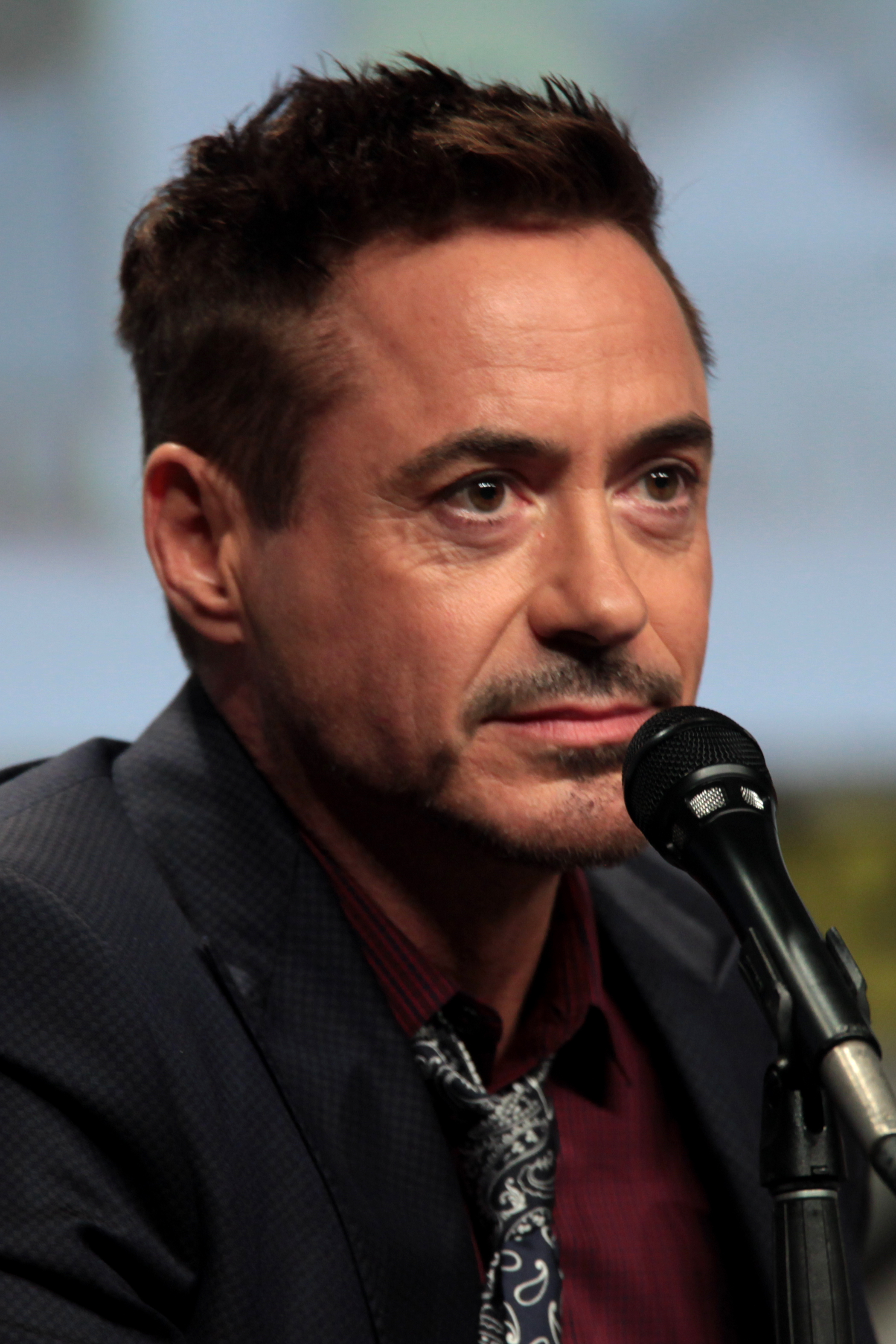
روبرت داوني جونيور يلعب دور دكتور دوم في كل من المنتقمون: يوم القيامة والحروب السرية، بعد أن لعب دور توني ستارك / الرجل الحديدي في ملحمة اللانهاية من عالم مارفل السينمائي.

أعلنت استوديوهات مارفل عن فيلم المنتقمون: سلالة كانغ في سان دييغو كومك كون (SDCC) في يوليو 2022، مع إخراج ديستين دانيال كريتون ، وكان جيف لوفينيس يكتب السيناريو بحلول سبتمبر. لقد غادرا كلاهما بحلول نوفمبر 2023 عندما انضم مايكل والدرون ككاتب. كان الممثل جوناثان ماجورز، الذي لعب دور كانغ الفاتح ، مرتبطًا بدور البطولة في الفيلم حتى تم فصله في الشهر التالي بعد إدانته بالاعتداء . في مؤتمر سان دييغو كوميك كون في يوليو 2024، أعلنت استوديوهات مارفل عن عنوان الفيلم الجديد، واختيار روبرت داوني جونيور لدور الشرير الجديد فيكتور فان دوم / دكتور دوم (بعد أن جسد سابقًا دور توني ستارك / الرجل الحديدي في عالم مارفل السينمائي)، وأنتوني وجو روسو كمخرجين ومنتجين من خلال شركة الإنتاج الخاصة بهم اي جي بي او ، وستيفن ماكفيلي ككاتب جديد. يضم الفيلم طاقمًا من الممثلين، بما في ذلك العديد من الممثلين الذين ظهروا في وسائل الإعلام الأخرى التابعة لـMCU. بدأ التصوير في مارس 2025 في استوديوهات باينوود في إنجلترا،  ومن المقرر أن يستمر حتى أغسطس من ذلك العام. من المقرر إصدار فيلم المنتقمون: يوم القيامة في الأول من مايو عام 2026.
يعيد إيان ماكيلين وآلان كومينج وريبيكا رومين وجيمس مارسدن تمثيل أدوارهم الخاصة مثل إريك لينشير / ماجنيتو ، وكورت واجنر / نايتكرولر ، ورافين دارخولم / ميستيك ، وسكوت سامرز / سايكلوبس من سلسلة أفلام إكس مين من إنتاج شركة توينتيث سينتشري فوكس .

### سبايدرمان: يوم جديد تمامًا(2026)
تم الإبلاغ عن أن فيلم سبايدرمان الرابع من MCU كان قيد التطوير بحلول أغسطس 2019 إلى جانب سبايدرمان: لا عودة إلى الديار (2021). بحلول ديسمبر 2021، خططت استوديوهات سوني ومارفل لإنتاج ثلاثة أفلام أخرى على الأقل، بما في ذلك الفيلم الرابع، بطولة توم هولاند في دور بيتر باركر / سبايدرمان . بدأ كريس ماكينا وإريك سومرز كتابة السيناريو في فبراير 2023،  ولكن سرعان ما تم تعليق العمل بسبب إضراب نقابة كتاب أمريكا عام 2023. تم تعيين ديستين دانيال كريتون لإخراج الفيلم بحلول أكتوبر 2024 عندما تم تأكيد أن هولاند سيقوم بالبطولة. في مارس 2025، تم الكشف عن عنوان الفيلم باسم سبايدرمان: يوم جديد تمامًا . ومن المتوقع أن يستمر التصوير من يونيو إلى أكتوبر 2025،  في لندن. من المقرر إصدار سبايدرمان: يوم جديد تمامًا في 31 يوليو 2026.

### المنتقمون: الحروب السرية(2027)

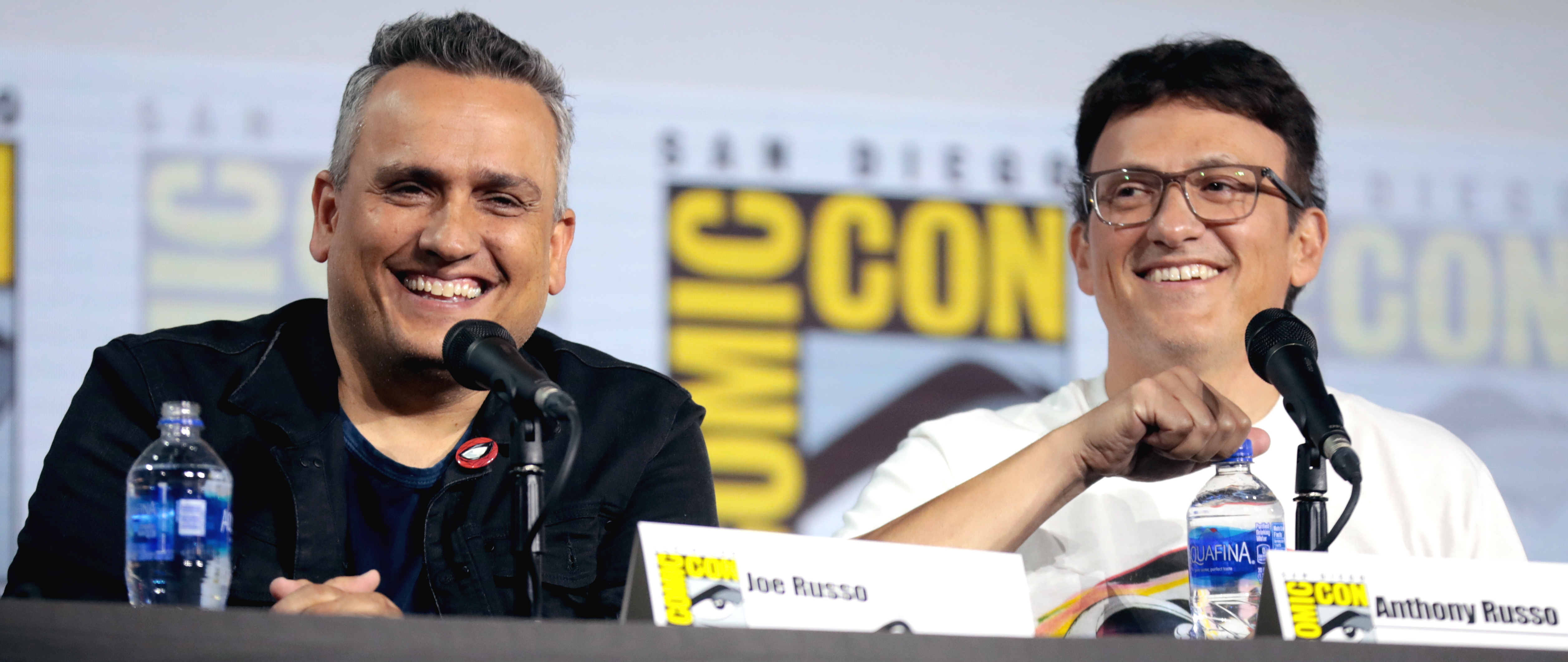
يعود جو وأنطوني روسو كمخرجين لفيلمي المنتقمون: يوم القيامة و المنتقمون: الحروب السرية.

أعلنت استوديوهات مارفل عن فيلم المنتقمون: الحروب السرية في مؤتمر سان دييغو كومك كون في يوليو 2022، حيث كتب والدرون السيناريو في أكتوبر من ذلك العام. تم الإعلان عن الأخوين روسو في يوليو 2024 كمخرجين ومنتجين من خلال اي جي بي او، إلى جانب ماكفيلي ككاتب جديد وتعيين داوني لدور دكتور دوم. ومن المقرر أن يبدأ التصوير في منتصف عام 2026 في استوديوهات باينوود في إنجلترا. من المقرر إصدار فيلم المنتقمون: الحروب السرية في 7 مايو 2027.
سوف يعود طاقم العمل الرئيسي المكون من الأربعة المذهلون من فيلم المنتقمون: يوم القيامة في الفيلم.

## المسلسلات التلفزيونية
سيتم إصدار المسلسلات في المرحلة السادسة على ديزني+.
| السلسلة                            | الموسم | الحلقات | الحلقات | الأصلي                  | الأصلي | مُنتج العرض       | المخرج(ون)                                                      | الحالة               |
| السلسلة                            | الموسم | الحلقات | الحلقات | الأول                   | الأخير | مُنتج العرض       | المخرج(ون)                                                      | الحالة               |
| ---------------------------------- | ------ | ------- | ------- | ----------------------- | ------ | ---------------- | --------------------------------------------------------------- | -------------------- |
| عيون واكاندا                       | 1      | 4       | 4       | 6 أغسطس 2025            | —      | تود هاريس        | تود هاريس                                                       | في الإنتاج           |
| زومبي مارفل                        | 1      | 4       | 4       | 3 أكتوبر 2025           | —      | برايان أندروز    | برايان أندروز                                                   | في الإنتاج           |
| الرجل المعجزة                      | 1      | 8       | 8       | ديسمبر 2025             | —      | أندرو غيست       | ديستين دانيال كريتون، ستيلا ميغي، جيمس بونسولدت، وتيفاني جونسون | مرحلة ما بعد الإنتاج |
| ديرديفيل: ولد من جديد              | 2      | 8       | 8       | من بداية إلى منتصف 2026 | —      | داريو سكارداباني | جاستن بنسون وآرون مورهد                                         | قيد التصوير          |
| رحلة فيجن                          | 1      | سيُعلن   | سيُعلن   | 2026                    | —      | تيري ماتالاس     | تيري ماتالاس، وكريستوفر جيه بيرن، وفينتشنزو ناتالي              | قيد التصوير          |
| الرجل العنكبوت الصديق الودود بالحي | 2      | —       | —       | 2026                    | —      | جيف تراميل       | —                                                               | في الإنتاج           |

### عيون واكاندا
يقوم محاربو هاتوت زارازي، من واكاندا، بمهام خطيرة حول العالم لاستعادة قطع أثرية من الفايبرانيوم عبر التاريخ.
عيون واكاندا تم الإعلان عنه من قبل استوديوهات مارفل للرسوم المتحركة في ديسمبر 2023، تم إنشاؤه بالتعاون مع النمر الأسود (2018) و النمر الأسود: واكاندا للأبد (2022) شركة إنتاج المخرج رايان كوغلر بروكسيميتي ميديا. في مايو 2024، كُشف أن تود هاريس هو من أنشأ المسلسل، ويعمل كمخرج ومنتج العرض. عمل سابقًا كفنان لوحات قصصية في استوديوهات مارفل. عيون واكاندا من المقرر أن يتم عرضه لأول مرة على ديزني+ في 6 أغسطس 2025، وسوف يتكون من أربع حلقات.

### زومبي مارفل
مجموعة من الناجين يقاتلون ضد الأبطال والأشرار السابقين الذين تحولوا إلى زومبي.

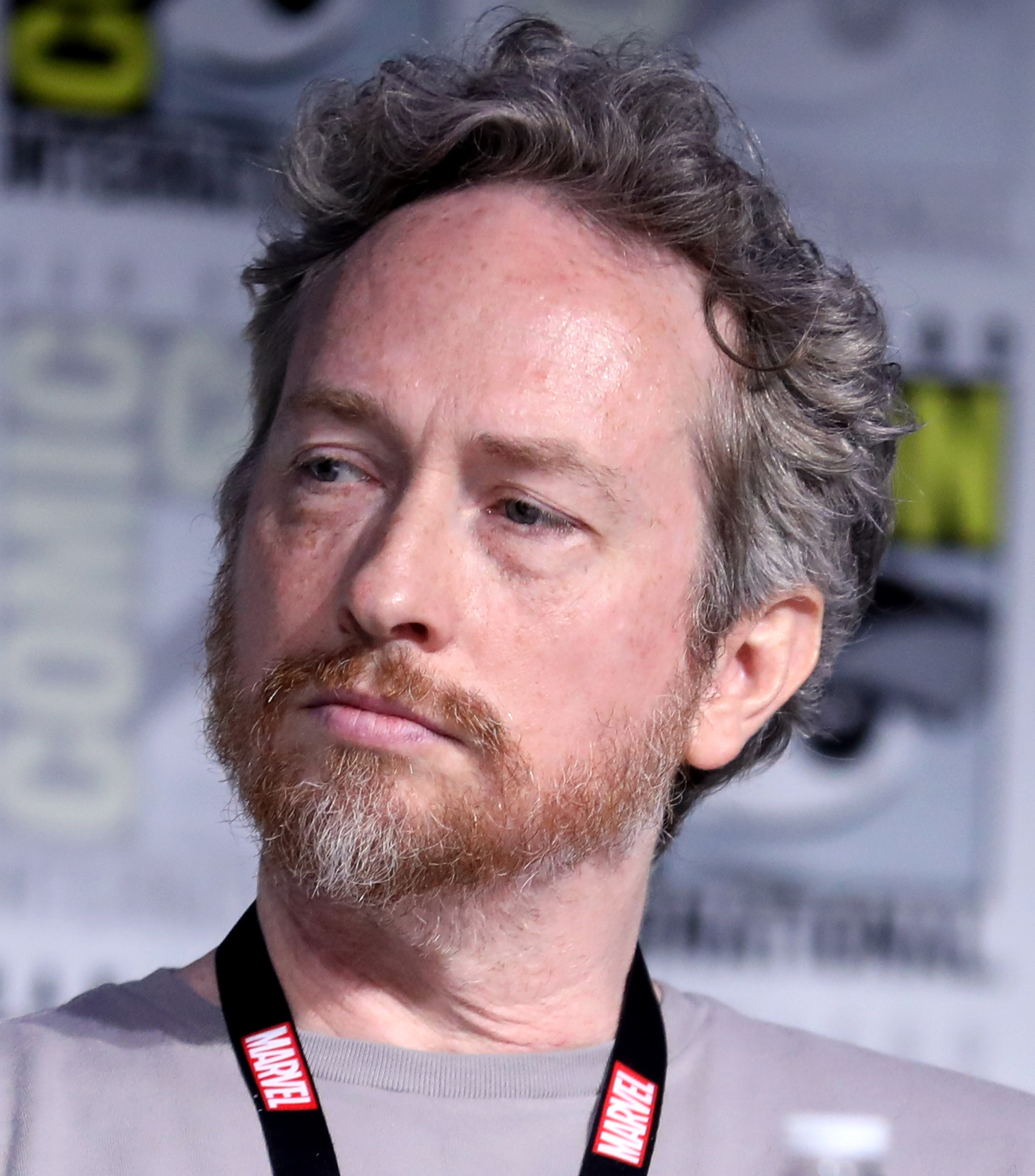
زيب ويلز، الكاتب الرئيسي لسلسلة مارفل زومبي

في نوفمبر 2021، تم الإعلان عن مسلسل رسوم متحركة مبني على سلسلة القصص المصورة مارفل زومبي، مع إخراج برايان أندروز وزيب ويلز كـكاتب رئيسي؛ تم الكشف لاحقًا عن أندروز باعتباره المنتج التنفيذي للمسلسل. إنه استمرار للواقع الذي تم تقديمه لأول مرة في حلقة "ماذا لو...؟ ماذا لو... زومبي؟!" من مسلسل رسوم متحركة "ماذا لو... زومبي؟!" ويتضمن شخصيات تم تقديمها في المرحلة الرابعة ‏ من عالم مارفل السينمائي. مارفل زومبي من المقرر أن يتم عرضه لأول مرة على ديزني+ في 3 أكتوبر 2025، وسوف يتكون من أربع حلقات.
يعيد العديد من الممثلين تمثيل أدوارهم في عالم مارفل السينمائي في مارفل زومبي، بما في ذلك أوكوافينا بدور كاتي، دي هارفيدبر بدور  أليكسي شوستاكوف/الحارس الأحمر، سيمو ليو بدور شو شانغ تشي،  إليزابيث أولسن بدور واندا ماكسيموف (عالم مارفل السينمائي)، راندال بارك بدور جيمي وو، فلورنس بيو بدور يلينا بيلوفا، هيلي ستافيلدين بدور كيت بيشوب، دومينيك ثورن بدور ريري ويليامز/آيرون هارت، و إيمان فيلاني بدور كامالا خان / السيدة مارفل.

### الرجل المعجزة

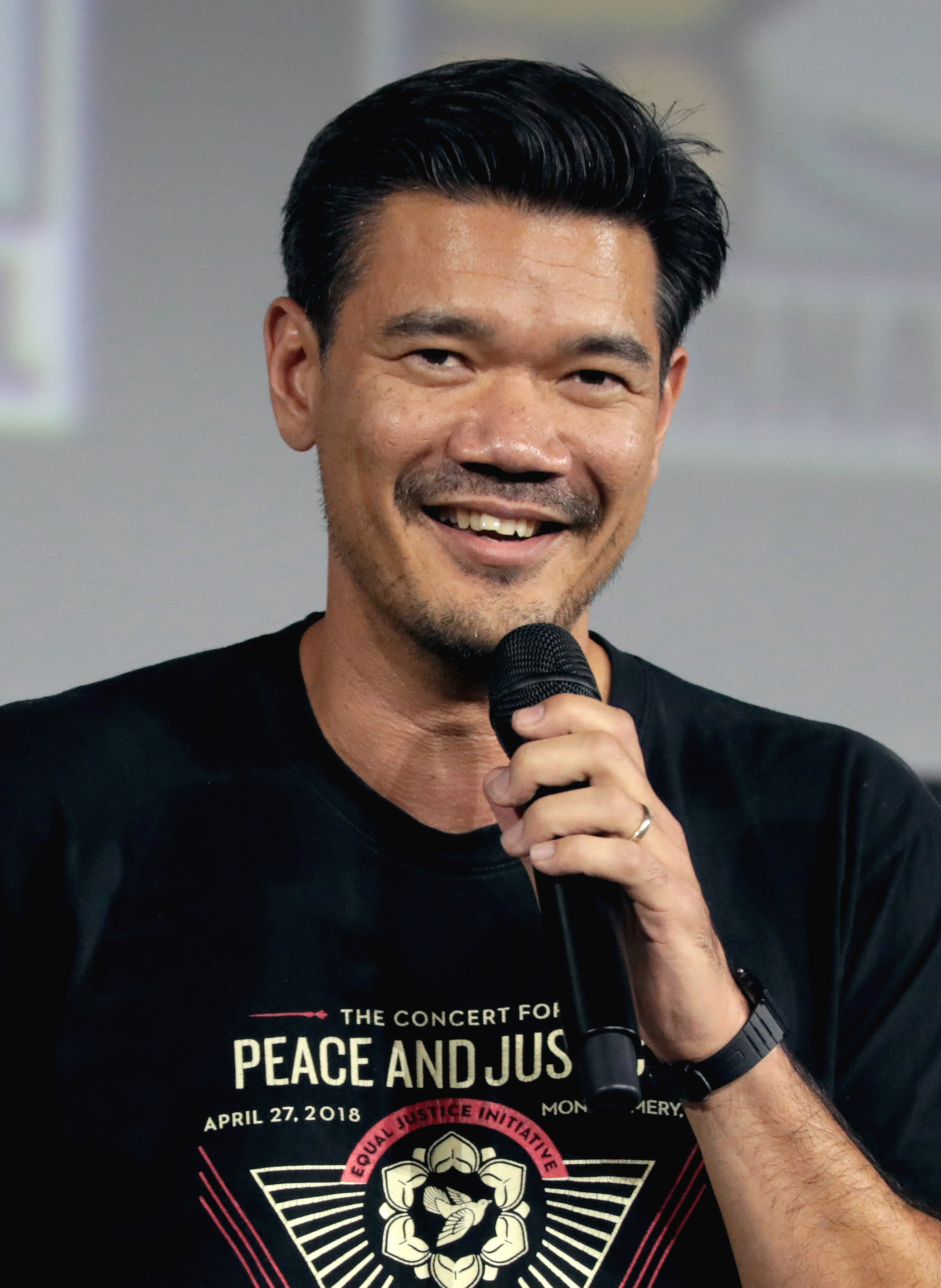
ديستين دانييل كريتون، مخرج الجزء الرابع من فيلم سبايدرمان والمطور المشارك لمسلسل وندر مان.

في ديسمبر 2021، وقع ديستين دانيال كريتون صفقة متعددة السنوات مع استوديوهات مارفل لتطوير مشاريع تلفزيونية لديزني+، مع وجود مسلسل كوميدي قيد التطوير بحلول ذلك الوقت، من خلال شركة كريتون فاملي أوند، ومجموعة أونيكس.
في يونيو 2022، تم الكشف عن أن المسلسل هو وندر مان، ويركز على شخصية سيمون ويليامز/وندر مان، مع انضمام أندرو غيست لتطوير المسلسل والعمل ككاتب رئيسي؛ أصبح غيست لاحقًا منتج العرض.
 في أكتوبر، تم اختيار يحيى عبد المتين الثاني ليكون الشخصية الرئيسية.
 بدأ التصوير في أبريل 2023 في لوس أنجلوس، مع كريتون، وستيلا ميغي، وجيمس بونسولدت، وتيفاني جونسون في إخراج حلقات المسلسل، ولكن تم إغلاقه في الشهر التالي بسبب إضراب نقابة الكتاب الأميركية. تم استئناف التصوير في يناير 2024،
 واختتم في أبريل. وندر مان ومن المقرر أن يتم عرضه لأول مرة على ديزني+ في ديسمبر 2025، كجزء من لافتة "مارفل سبوت لايت"، ومن المتوقع أن يتكون المسلسل من ثماني حلقات.
بن كينغسلي يعيد تمثيل دوره في عالم مارفل السينمائي كـتريفور سلاتري.

### ديرديفيل: ولد من جديدالموسم الثاني
تم عرض الموسم الأول من مسلسل ديرديفيل: ولد من جديد لأول مرة في مارس 2025. تم الإعلان عن المسلسل في يوليو 2022 بموسم أول مكون من 18 حلقة، لكن بعد إجراء إصلاحات إبداعية في سبتمبر 2023، تم تقسيمه إلى موسمين. عاد المنتج التنفيذي داريو سكارداباني والمخرجان جاستن بنسون وآرون مورهد للموسم الثاني، الذي وصفه سكارداباني بأنه الجزء الثاني من الموسم الأول. بدأ تصوير الموسم الثاني في نهاية فبراير 2025 ومن المقرر أن يستمر حتى يوليو من ذلك العام. ومن المقرر أن يبدأ عرض الموسم على ديزني+ في أوائل أو منتصف عام 2026، ومن المقرر أن يتكون من ثماني حلقات.

### رحلة فيجن
سلسلة عرضية من واندا فيجن تتمحور حول شخصية بول بيتاني فيجن، بعنوان فيجن كويست، كانت قيد التطوير بحلول أكتوبر 2022.
جاك شافير ‏ كان من المقرر أن يعود ككاتب رئيسي مع بيتاني في البطولة، لكن شافير لم يعد يقوم بتطويره بحلول مايو 2024 بسبب تركيزها على المنتج الفرعي الأول،أجاثا طوال الوقت (2024), وتم تعيين تيري ماتالاس لإعادة تطوير المسلسل بصفته المنتج التنفيذي له؛ لا تزال استوديوهات مارفل تشير إليها باسم فيجن كويست، لكن كان من المتوقع أن يكون لها عنوان نهائي مختلف. تهدف السلسلة إلى اختتام ثلاثية من المسلسلات التي تتضمن واندا فيجن و أجاثا طوال الوقت. بدأ التصوير في مارس 2025 في استوديوهات باينوود في لندن، مع ماتالاس وكريستوفر جيه بيرن وفينتشنزو ناتالي يقومون بإخراج حلقات المسلسل. فيجن كويست ومن المقرر أن يتم عرضه لأول مرة على ديزني+ في عام 2026.
يعيد جيمس سبيدر تمثيل أدوارهم في عالم مارفل السينمائي في المسلسل بدور ألترون منالمنتقمون: عصر ألترون (2015) وفران طاهر كـرازا من آيرون مان (2008).

### الرجل العنكبوت الصديق الودود بالحيالموسم الثاني
تم عرض الموسم الأول من الرجل العنكبوت الصديق الودود بالحي في يناير 2025. موسم ثانٍ، كان عنوانه في البداية الرجل العنكبوت: السنة الثانية، تم الإعلان عنه في يوليو 2022، استمرارًا لاسم المسلسل الأصلي، الرجل العنكبوت: السنة الأولى. عاد جيف تراميل ككاتب رئيسي ومنتج للمسلسل للموسم الثاني، وقال في يناير 2025 إن المسلسل لن يقتصر على تغطية عام دراسي واحد لكل موسم. ومن المتوقع أن يبدأ عرض الموسم الثاني في عام 2026. الموسم الثالث قيد التطوير أيضًا.

## برامج تلفزيونية خاصة
سيتم إصدار العروض الخاصة في المرحلة السادسة على ديزني+ ويتم تسويقها باسم "العروض الخاصة من استوديوهات مارفل".
| الخاص                                | تاريخ الإنتاج | المخرج              | الكتاب                           | الحالة     |
| ------------------------------------ | ------------- | ------------------- | -------------------------------- | ---------- |
| حلقة خاصة بلا عنوان من مسلسل المعاقب | 2026          | رينالدو ماركوس غرين | رينالدو ماركوس جرين وجون بيرنثال | في التطوير |

### حلقة خاصة من المعاقب بدون عنوان
في فبراير 2025، تم الإعلان عن عرض تقديمي خاص يركز على شخصية جون بيرنثال فرانك كاسل/المعاقب من مسلسل مارفل التلفزيوني على نتفليكس و ""ديرديفيل: ولد من جديد"" قيد التطوير.
كان من المقرر أن يقوم رينالدو ماركوس جرين بإخراج الحلقة الخاصة وكان يكتب السيناريو مع بيرنثال، بعد أن عملا معًا في المسلسل القصير نحن نملك هذه المدينة (2022). ومن المقرر إصدار الحلقة الخاصة على ديزني+ في عام 2026.

## الشخصيات والممثلين المتكررين
مؤشر القائمة
يتضمن هذا القسم الشخصيات التي ستظهر في العديد من الأفلام و/أو المسلسلات التلفزيونية ضمن المرحلة السادسة من عالم مارفل السينمائي، والتي ظهرت في كتلة الفواتير لفيلم واحد على الأقل أو كانت عضوًا في فريق التمثيل الرئيسي لمسلسل واحد على الأقل.
- تشير الخلية الرمادية الداكنة إلى أن وجود الشخصية في الأفلام أو المسلسلات لم يتم الإعلان عنه بعد.

| الشخصية                       | الفيلم             | المسلسل     | الرسوم المتحركة |
| ----------------------------- | ------------------ | ----------- | --------------- |
| يلينا بيلوفا الأرملة السوداء  | فلورنس بيو         |             | فلورنس بيو      |
| فرانك كاسل المعاقب            | جون بيرنثال        | جون بيرنثال |                 |
| بن غريم الشيء                 | إيبون موس باكراك   |             |                 |
| مات موردوك ديرديفيل           | تشارلي كوكس        | تشارلي كوكس |                 |
| بيتر باركر سبايدرمان          | توم هولاند         |             | هدسون تيمز      |
| ريد ريتشاردز السيد الرائع     | بيدرو باسكال       |             |                 |
| أليكسي شوستاكوف الحارس الأحمر | ديفيد هاربر        |             | ديفيد هاربر     |
| جوني ستورم الشعلة البشرية     | جوزيف كوين         |             |                 |
| سو ستورم المرأة الخفية        | فانيسا كيربي       |             |                 |
| ستيفن سترينج                  | بيندكت كامبرباتش   |             |                 |
| فيكتور فان دوم دكتور دوم      | روبرت داوني جونيور |             |                 |
| سام ويلسون كابتن أمريكا       | أنتوني ماكي        |             |                 |
| شو شانغ تشي                   | سيمو ليو           |             | سيمو ليو        |

## متعلق
- رجال إكس 97' الموسم الثاني: استمرار لسلسلة رجال إكس: مسلسل الرسوم المتحركة (1992-1997)، من إنتاج استوديوهات مارفل عبر علامتها التجارية مارفل أنيميشن. تولى بو ديمايو كتابة السيناريو الرئيسي، بينما أشرف جيك كاستورينا على الإخراج، وأخرجه أيضًا تشيس كونلي وإيمي-إيميت يونيمورا.[94][95] عاد العديد من أعضاء فريق التمثيل من المسلسل الأصلي لإعادة تمثيل أدوارهم أو أداء أصوات شخصيات جديدة.[96] رجال إكس 97 لم يتم تعيينه في الخط الزمني المقدس من عالم مارفل السينمائي،[97][98][99] على الرغم من أن فيج كان يفكر في دمج السلسلة مع MCU أثناء التطوير.[100] بدلاً من ذلك، يشترك "X-Men '97" في الاستمرارية مع السلسلة الأصلية والعديد من مسلسلات الرسوم المتحركة الأخرى لمارفل التي صدرت في التسعينيات؛[101][102] في الكون المتعدد لقصص مارفل المصورة، يوجد رجال إكس: مسلسل الرسوم المتحركة على الأرض-92131.[103]   على الرغم من وجودها خارج الجدول الزمني المقدس، إلا أن المسلسل مدرج في قسم ملحمة الأكوان المتعددة التابع لعالم مارفل السينمائي على ديزني+.[104] ومن المقرر أن يبدأ عرض الموسم في عام 2026.[105]

## الملاحظات
1. ↑  عمل زيب ويلز ككاتب رئيسي لمارفل زومبي،[37] في حين عمل جيف تراميل ككاتب رئيسي ومنتج لبرنامج الرجل العنكبوت الصديق الودود بالحي.[38]
2. ↑  وندر مان هو جزء من لافتة مارفل سبوت لايت[45]